# إدوارد ماثيوز
إدوارد ماثيوز (بالإنجليزية: Edward Matthews)‏ هو مغني أوبرا ومغني أمريكي، ولد في 1904، وتوفي في 1954.

## وصلات خارجية
- إدوارد ماثيوز على موقع ميوزك برينز (الإنجليزية)
- إدوارد ماثيوز على موقع قاعدة بيانات برودواي على الإنترنت (الإنجليزية)